# Centaurea rhizocalathium
Espèce
Statut de conservation UICN

 EN B2ab(i,ii,iii,v) : En danger
Synonymes
- Centaurea rhizocalathium (K.Koch) Boiss.[1]
- Centaurea taraxacifolia Boiss.[1]
- Centaurium rhizocalathium K.Koch[1]

Centaurea rhizocalathium est une espèce de plantes à fleurs de la famille des Astéracées.
Ce sont des plantes herbacées.

## Répartition et habitat
Cette espèce n'est présente qu'en Arménie et en Turquie. Elle pousse dans les steppes de montagne entre 1370 et 1 830 m d'altitude en Turquie et jusqu'à 3 000 m d'altitude en Arménie.